# کوسه ببری
کوسه ببری یا ببر کوسه یک کوسه شکارچی بزرگ است که می‌تواند به درازای ۵ متر برسد و وزنش در گونه بالغ حدود ۱۵۶ کیلو است. درازای این کوسه در دوران بلوغ معمولاً ۲ تا ۳ متر است. این جانور در بسیاری از اقیانوس‌های گرمسیری و معتدل جهان یافت می‌شود. به ویژه در پیرامون جزایر اقیانوس آرام وجود دارند. این کوسه به صورت تکی زندگی می‌کند و معمولاً شب زی است. نام این کوسه از نوارهای پهنی که روی بدن این کوسه است، گرفته شده که در گونه بالغ آن به تدریج محو می‌شود.
کوسه ببری یک شکارچی شناخته شده برای گستره وسیعی از جانوران است. این کوسه معمولاً از ماهی‌ها، فک‌ها، پرندگان کوسه‌های کوچکتر، ماهی مرکب، لاکپشت‌ها و دلفین‌ها تغذیه می‌کند. ببر کوسه‌هایی با اشیایی از ساخته‌های دست انسان مانند تکه‌های لاستیک کهنه یا پلاک وسیله نقلیه در شکمشان پیدا شده‌اند.
این کوسه‌ها به سادگی از روی نوارهای تیره رنگ بدنشان شناخته می‌شوند. باله بالایی آنان به‌طور مشخص نزدیک به باله عقبی آنان است. امکان دارد آنان با انسان‌ها پیرامون صخره‌های دریایی کم عمق، کانال‌ها یا نزدیک بندرها روبه‌رو بشوند.